# Коллектин
Коллектины — растворимые рецепторы опознавания паттерна, принадлежащие к одному из суперсемейств Са-зависимых лектинов ( типа С), содержащих коллагеноподобный домен. В настоящее время идентифицировано восемь коллектинов человека, в том числе: лектин, связывающий маннозу, два белка  сурфактанта, A и D, а также коллектин 1 печени (CL-L1), коллектин 1 плаценты (CL-P1), конглютинин, 43-кДа коллектин (CL-43) и 46-кДа коллектин (CL-46).
Все эти молекулы являются модуляторами системы  врожденного иммунитета. По своей структуре коллектины представляют собой олигомеры, состоящие из идентичных тримеров. Каждый мономер состоит из домена, богатого остатками цистеина на N-конце, коллагеноподобного домена, суперскрученного соединительного домена и С-концевого лектинового домена, который также называется доменом, связывающим углеводы (carbohydrate recognition domain, CRD). С помощью последнего коллектины связывают углеводы, входящие в состав клеточной оболочки патогенов.
Связывание коллектинов с патогенами может сопровождаться следующими явлениями:
- формирование агрегатов из микроорганизмов, препятствующее их распространению в организме,  опсонизация патогенов, облегчающая их фагоцитоз клетками иммунной системы, кроме того некоторые коллектины способствуют активации других  рецепторов опознавания паттерна, например, рецепторов маннозы;
- коллектины могут индуцировать синтез цитокинов и активных форм кислорода в  фагоцитах;
- лектин, связывающий маннозу непосредственно активирует лектиновый путь активации системы комплемента[2].